# Yvette Lewis
Yvette Lewis (née le 16 mars 1985 en Allemagne) est une athlète américaine qui représente le Panama depuis 2013, spécialiste des courses d'obstacles.
Son père étant militaire, elle naît en Allemagne et est élevée à Newport News en Virginie. Étudiante à l'Université de Hampton, elle remporte en 2006 le concours du triple saut des Championnats NCAA en salle, avant de prendre la quatrième place des Championnats NACAC. Dès l'année suivante, l'Américaine remporte le titre universitaire en plein air avec la marque de 13,73 m, et se classe par ailleurs deuxième des Championnats des États-Unis avec 13,59 m. Elle s'aligne sur deux épreuves lors des sélections olympiques américaines 2008 de Eugene — au triple saut et sur 100 m haies — mais ne parvient pas à se qualifier pour les Jeux de Pékin.
Le 8 juillet 2013, elle remporte le 100 m haies au meeting international d'athlétisme de Sotteville-lès-Rouen en 12 s 72 devant Kristi Castlin et Sally Pearson. Puis le 17 juillet, elle porte son record à 12 s 67 lors d'un meeting à Lahti, avec vent régulier de + 1,5 m/s.
Qualifiée pour les Championnats du monde d'athlétisme en salle 2014, Yvette Lewis établit lors des séries un nouveau record continental en 7 s 91.

## Palmarès
| Date                        | Compétition                       | Lieu                        | Résultat                    | Épreuve                     | Marque                      |
| Représentant les États-Unis | Représentant les États-Unis       | Représentant les États-Unis | Représentant les États-Unis | Représentant les États-Unis | Représentant les États-Unis |
| --------------------------- | --------------------------------- | --------------------------- | --------------------------- | --------------------------- | --------------------------- |
| 2007                        | Jeux panaméricains                | Rio de Janeiro              | 8e                          | 100 m haies                 | 13 s 69                     |
| 2007                        | Jeux panaméricains                | Rio de Janeiro              | 6e                          | Triple saut                 | 13,49 m                     |
| 2011                        | Jeux panaméricains                | Guadalajara                 | 1re                         | 100 m haies                 | 12 s 81                     |
| 2011                        | Jeux panaméricains                | Guadalajara                 | 7e                          | Triple saut                 | 13,17 m                     |
| 2011                        | Jeux panaméricains                | Guadalajara                 | 2e                          | 4 × 100 m                   | 43 s 10                     |
| 2011                        | DécaNation                        | Nice                        | 1re                         | 100 m haies                 | 12 s 84                     |
| Représentant le Panama      |                                   |                             |                             |                             |                             |
| 2013                        | Jeux Bolivariens                  | Trujillo                    | 2e                          | 100 m haies                 | 13 s 20                     |
| 2014                        | Jeux sud-américains               | Santiago                    | 1er                         | 100 m haies                 | 13 s 11                     |
| 2014                        | Championnats ibéro-américains     | São Paulo                   | 2e                          | 100 m haies                 | 13 s 05                     |
| 2014                        | Festival des sports panaméricains | Mexico                      | 1re                         | 100 m haies                 | 12 s 86                     |
| 2015                        | Jeux panaméricains                | Toronto                     | 8e                          | 100 m haies                 | 13 s 29                     |